# 犬になった王子
『犬になった王子 チベットの民話』は、君島久子の文、後藤仁の絵によって、岩波書店から出版された絵本である。2013年11月15日発行。

## 概要
この絵本は、君島久子（中国文学・民話研究者、国立民族学博物館名誉教授）が、過去に訳した「犬になった王子」（民話集『白いりゅう　黒いりゅう』所収、1964年、岩波書店）を、作者自身が絵本用に新たに著した。岩波書店創業100周年、岩波の子どもの本創刊60周年を記念する出版事業の一環での出版。
チベット族に伝わる民話（出典参照）を元にしており、原話の題名は「青稞（チンコウ）種子的来歴」である。絵は、日本画家・美人画家である後藤仁が、話の採集地のチベットに取材におもむき、日本画の技法によって描いた。2014年には、Internationale Jugendbibliothek München／ミュンヘン国際児童図書館の「The White Ravens 2014／国際推薦児童図書目録2014」に選定される。

### あらすじ
穀物のない国の勇敢で心の優しい王子が、美しくて思いやりのある娘ゴマンの愛によって救われ、苦難の旅を乗り越え麦のタネを手に入れるまでを描く、壮大な冒険物語。宮崎駿『シュナの旅』（徳間書店）（のちスタジオジブリのアニメ映画『ゲド戦記』の原案ともなった）の原話の名作を初絵本化。チベットの民話。